# 布拉加體育會
布拉加體育會（Sporting Clube de Braga）是一間位於葡萄牙布拉加的足球會，於1921年1月19日成立。布拉加被稱為「Arsenal do Minho」，意思是「米尼奧的兵工廠」。這是由於前教練Jose Szabo在1930年代從高貝利球場的一場足球賽回來後，把球衣顏色由綠色改為紅色和白袖，甚至把青年軍改名為「Arsenal do Braga」。
布拉加的主場位於布拉加市政球场，是為了2004年歐洲國家杯而興建。現在布拉加已成為葡萄牙三強後最成功的球會，他們在很多著名賽事中都能淘汰對手。

## 歷史

### 1966年：為獎杯慶祝
在1966年布拉加市內氣氛到達有史以來的最高點，除了因為葡萄牙國家足球隊在1966年世界杯以第三名完成外，布拉加也奪得了這一年的葡萄牙杯冠軍。這個驚喜，令人難以置信，因為連布拉加市內的人都不相信布拉加能取得冠軍，這也是布拉加第一個錦標。

### Ferreira年代
Jesaldo Ferreira是布拉加的標誌，因為他帶領布拉加取得葡萄牙足球超級聯賽的第四名。很多球迷都對他離開球會感到傷感，甚至有些球迷稱他為叛徒。不過無論如何他帶領球會以上游位置，令布拉加能參與歐洲賽。
Ferreira後來轉到博維斯塔執教，博維斯塔被很多布拉加的球迷認定為爭奪歐洲賽資格的對手。他在布拉加時，Ferreira被稱為「教授」，因為他在決定出場陣容時運用了不少策略，令布拉加奪得第四名。
Miklos Feher在布拉加時是重要人物，他在2000/2001球季効力布拉加時在26場內射入14球。後來他為了實現理想轉會到賓菲加，很可惜他的夢想實現了很短的時間，他在2004年一場賽事的中途心臟病發去世。

### João Vieira Pinto的來到
João Vieira Pinto的到來標誌著球會的改變，他先前在博維斯塔効力，是當時陣中的主力。他也曾到過賓菲加効力，他在那裡的表現最好。當他到來時，全球的球迷都為他驚奇，他更是後來擊敗貝迪斯的功臣。

### 接近成功：Paulo Santos
布拉加防守球員Andrés Madrid不小心把球改變方向並入了自己龍門後，門將Paulo Santos 595分鐘不失球紀錄終於被打破，只是比賓菲加傳奇門將Manuel Bento少40分鐘。這個入球令贝尔格莱德红星在歐洲足協杯第一圈賽事中得到一個作客入球並因此淘汰了布拉加，令這個入球可能是他最不幸的失球。

### Carlos Carvalhal時代
在Jesualdo Ferreira離開布拉加到博維斯塔執教後，布拉加找來Carlos Carvalhal當新教練。他們在歐洲足協杯敗給阿爾克馬爾，雖然他們以4-0擊敗捷克球會利巴域。而之前利巴域他們以0-0和西維爾打和，和以1-4敗給馬里迪莫。這樣的成績令他失去了工作，雖然他在歐洲賽能以總比數3-2擊敗基爾禾。

## 主場球場

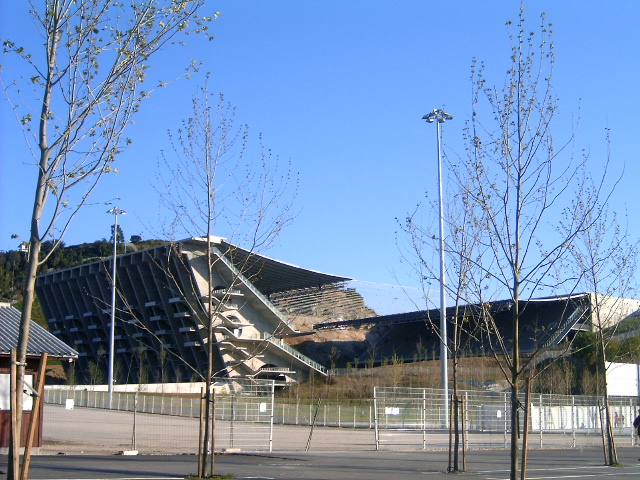
布拉加市政球場的入口

布拉加現時的主場位於布拉加市政球場（Estádio Municipal de Braga），冠名贊助稱為「AXA運動場」（Estádio AXA），很多球迷都希望這個新球場能為球會帶來好運。的確遷入新球場後，球會近年在聯賽榜上成績大幅改善。
這個球場是世界上最壯觀的球場之一，因為這個球場位於「Monte Castro」山邊，能眺望整個布拉加市。這個球場耗資8,310萬歐元，在眾多為2004年歐洲國家杯而興建的球場中，只是比里斯本的盧斯球場低，而盧斯球場能比布拉加市政球場多容納一倍的觀眾。布拉加市政球場的設計師是Eduardo Souto de Moura。
和其他主要球場不同，布拉加市政球場只有兩邊有看台，中間的地方是建造球場時保留下來的石牆。兩邊的看台都被天幕覆蓋，由很多鋼纜連著。這個靈感源自南美的古印加橋樑。
球場於2003年12月30日落成，他們第一場賽事以1-0擊敗切爾達。

## 球迷
布拉加的球迷稱為Arsenalistas，因為他們有永不言敗的決心。很多布拉加球迷都會做出在外人來說是瘋狂的事，包括擲煙花、拋起球員等。在2005-2006球季布拉加作客賓菲加，布拉加的球迷投擲了數百枚煙花。

## 榮譽
- 葡萄牙盃：
  - 冠軍（2）：1966年、2016年
  - 亞軍（4）：1977年、1982年、1998年、2015年
- 葡萄牙聯賽盃：
  - 冠軍（1）：2013年
- 葡萄牙超級盃：
  - 亞軍（2）：1982年、1998年

## 球員名單（2024/25）
1. 粗體字為新加盟球員

### 目前效力
| 號碼  | 國籍   | 球員                                 | 位置     | 年齡  |       |       |       |
| 门 将 | 门 将  | 门 将                                | 门 将    | 门 将 | 门 将 | 门 将 | 门 将 |
| ----- | ------ | ------------------------------------ | -------- | ----- | ----- | ----- | ----- |
| 12    | 葡萄牙 | 蒂亚戈·萨（Tiago Sá）                | 門將     | 30    |       |       |       |
| 91    | 捷克   | 卢卡斯·霍尼切克（Lukáš Horníček）    | 門將     | 23    |       |       |       |
| 后 卫 |        |                                      |          |       |       |       |       |
| 2     | 西班牙 | 维克托·戈麦斯（Víctor Gómez）        | 边后卫   | 25    |       |       |       |
| 4     | 法國   | 西库·尼亚卡特（Sikou Niakaté）       | 中后卫   | 26    |       |       |       |
| 6     | 葡萄牙 | 何塞·馮特（José Fonte）              | 中后卫   | 41    |       |       |       |
| 15    | 葡萄牙 | 保羅·奧利維拉（Paulo Oliveira）      | 中后卫   | 33    |       |       |       |
| 19    | 西班牙 | 阿德里安·马林·戈麦斯（Adrián Marín） | 边后卫   | 28    |       |       |       |
| 中 场 |        |                                      |          |       |       |       |       |
| 6     | 巴西   | 维托尔·卡瓦略（Vitor Carvalho）      | 攻击中場 | 28    |       |       |       |
| 16    | 乌拉圭 | 羅德里戈·薩拉薩爾（Rodrigo Zalazar） | 前腰     | 25    |       |       |       |
| 前 锋 |        |                                      |          |       |       |       |       |
| 11    | 葡萄牙 | 罗杰·费尔南德斯（Roger Fernandes）   | 边鋒     | 19    |       |       |       |
| 21    | 葡萄牙 | 里卡多·奧爾塔（Ricardo Horta）       | 边锋     | 30    |       |       |       |

### 外借球員
| 10 | 葡萄牙 | 安德烈·霍塔（André Horta） | 中场   | 28 |
| 17 | 瑞典   | 乔·门迪斯（Joe Mendes）    | 边后卫 | 22 |
| 23 | 法國   | 西蒙·班扎（Simon Banza）   | 前锋   | 28 |
| 24 | 巴西   | 马修斯（Matheus）          | 門將   | 33 |

## 著名球員
- Hugo Leal
- Johnny Rödlund
- Hans Eskilsson
- Kim Dong-Hyun
- 费赫尔·米克洛什（Miklós Fehér）
- Filipe Oliveira
- Andres Madrid
- Quim
- Andrija Delibašić
- Paulo Santos
- João Vieira Pinto
- João Tomás
- Hugo Leal
- Tiago Mendes
- Ricardo Sérgio Rocha Azevedo
- Manuel Cajuda
- Dani Mallo
- Luis Filipe
- Possebon
- 佛朗西斯科·特林康（Francisco Trincão）

## 外部連結
- 官方網站 （页面存档备份，存于）
- 球會85年的歷史 （页面存档备份，存于）
- 以3-1擊敗貝迪斯的片段 （页面存档备份，存于）
- 新聞網站